# Phytodietus rutilus
Phytodietus rutilus là một loài tò vò trong họ Ichneumonidae.